# 錦市場

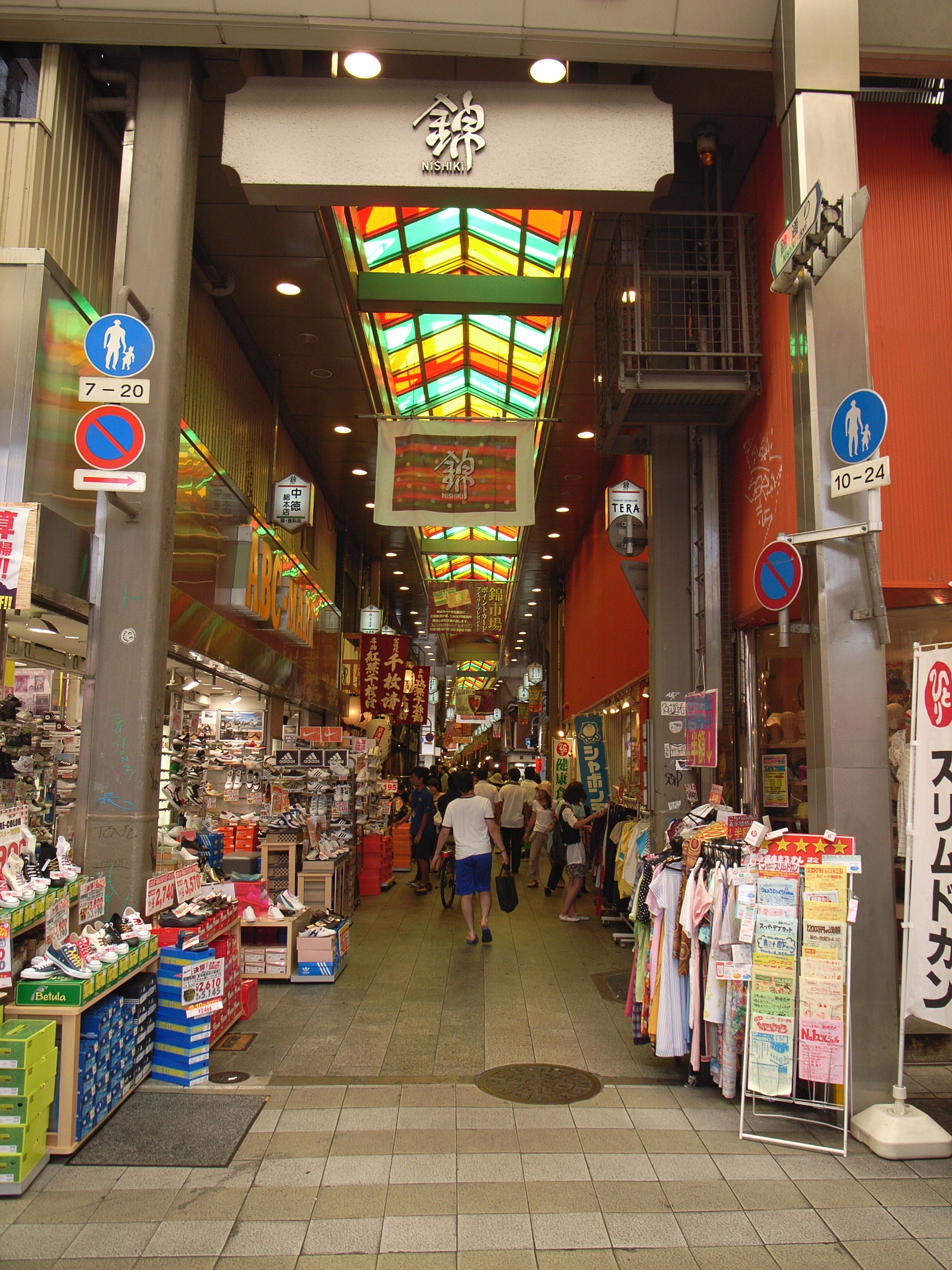
錦市場のアーケード

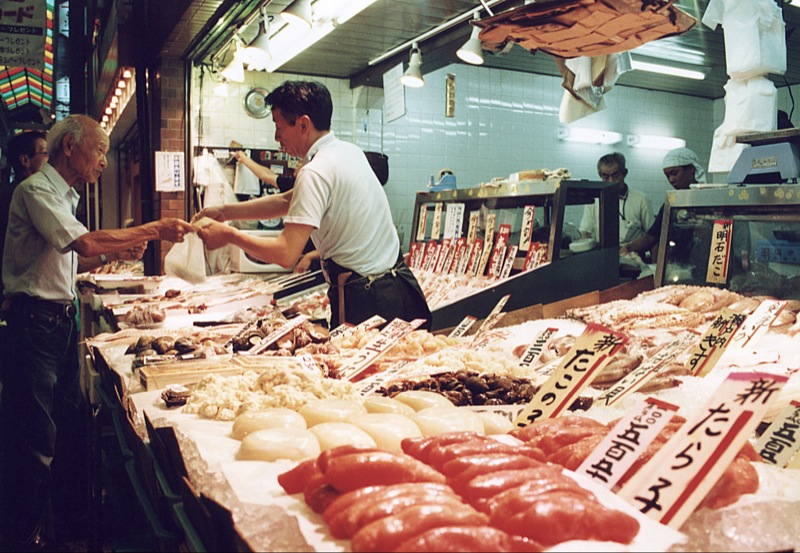
鮮魚店

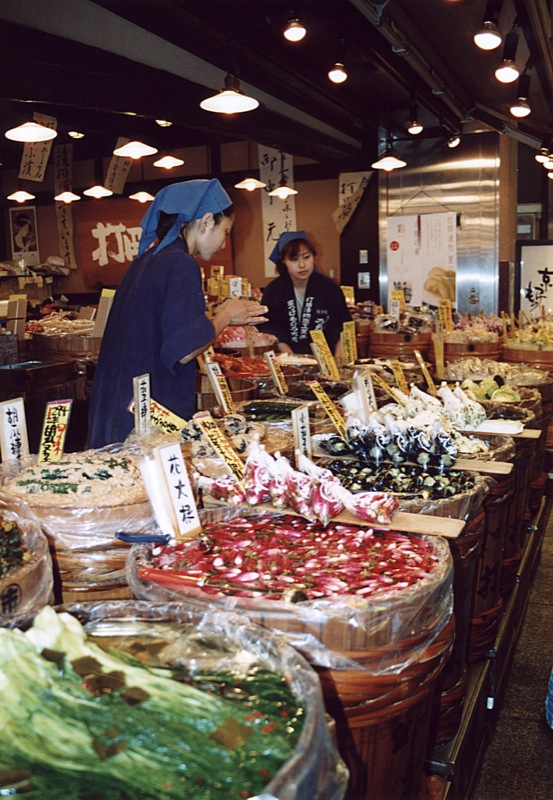
漬物店

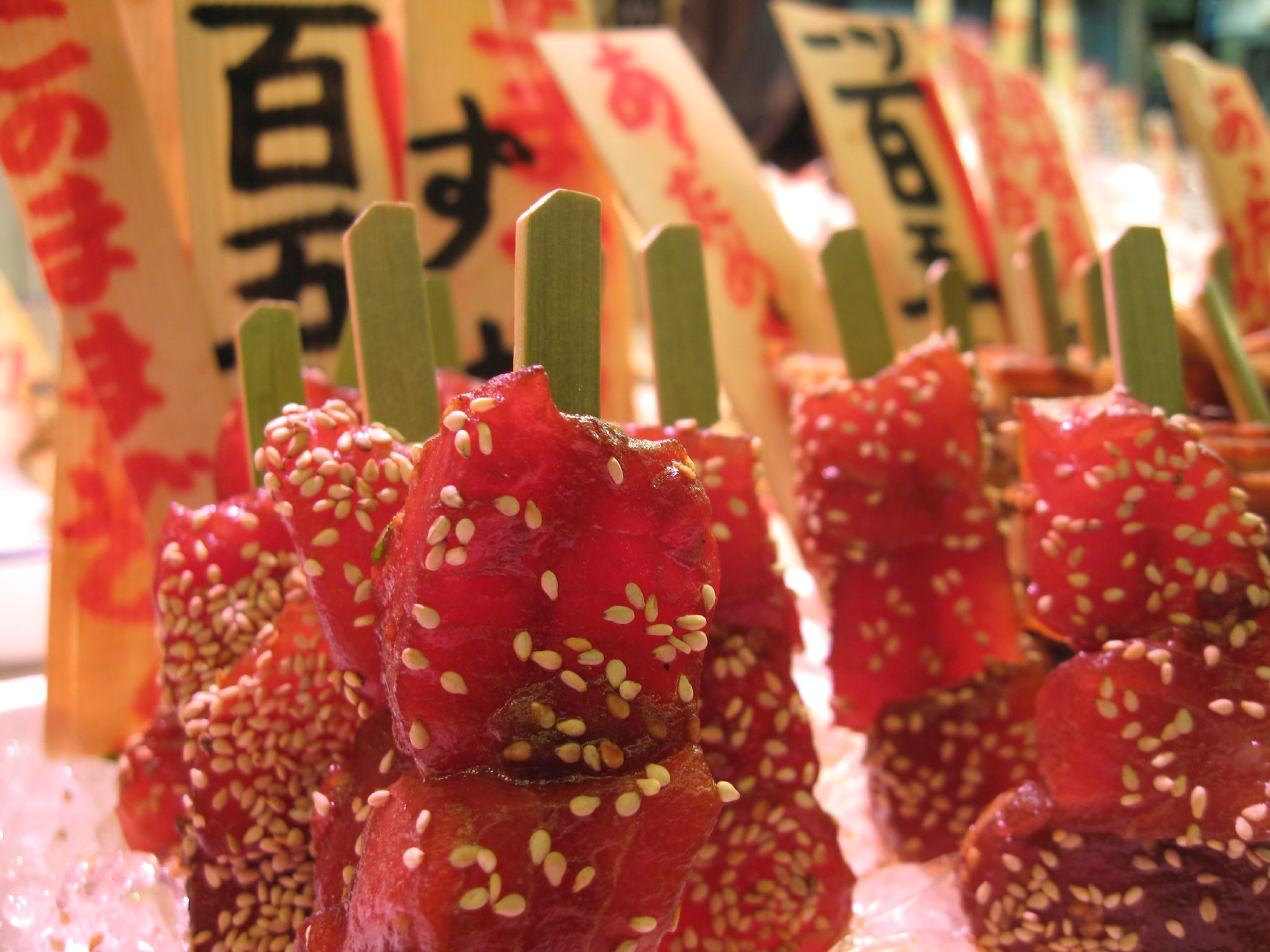
生マグロのヅケ

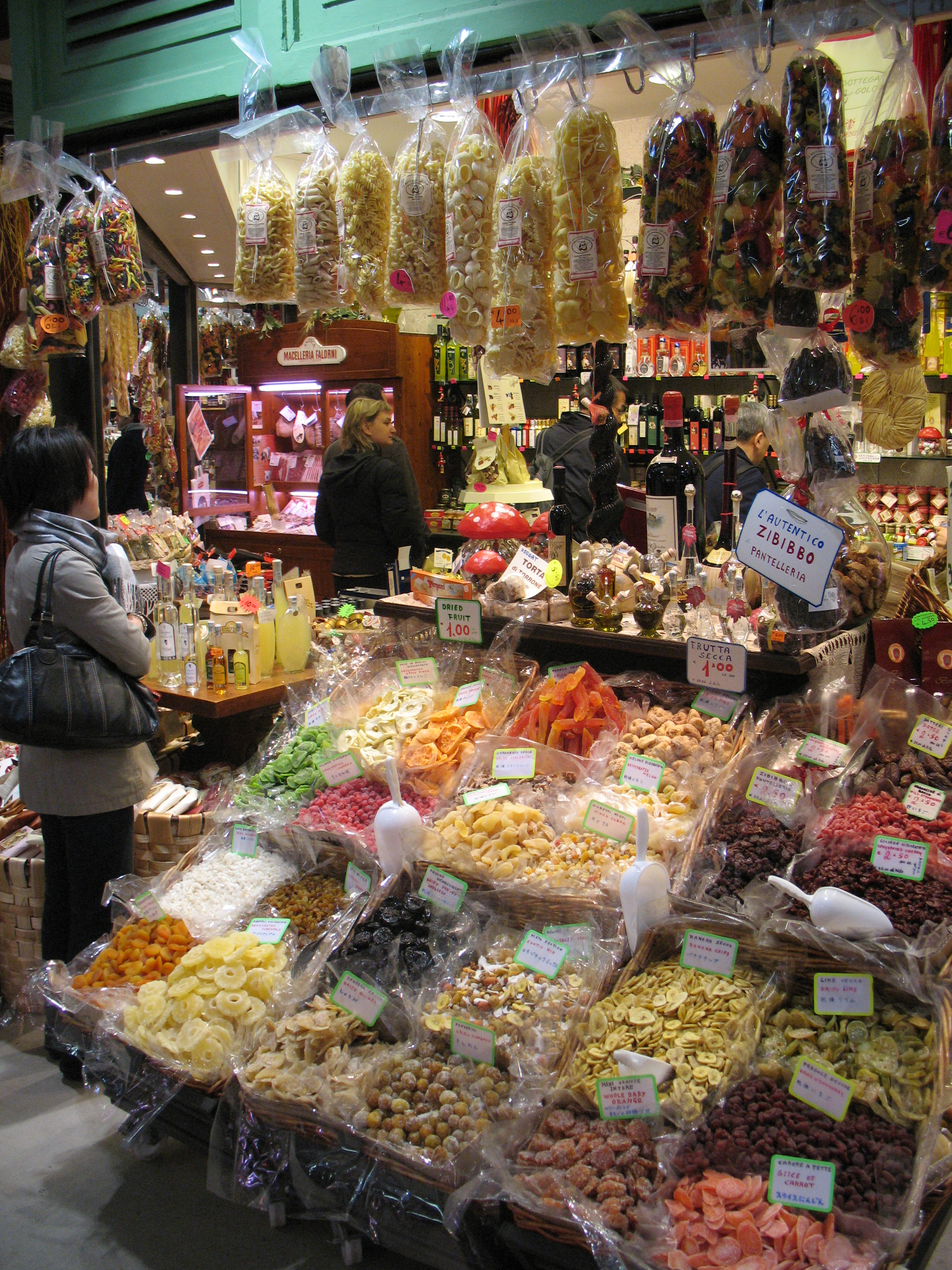
フィレンツェ中央市場のパスタ・乾物屋。拡大すると日本語の品名表記が見える

錦市場（にしき いちば、英語: Nishiki Market）は、京都府京都市中京区のほぼ中央に位置する錦小路通のうち、「寺町通 - 高倉通」間に存在する食品販売中心の商店街である。魚、京野菜といった生鮮食材のほか、乾物や漬物、おばんざい（京言葉で日常の惣菜）などの加工食品を商う老舗・専門店が集まる市場。
中小企業庁によれば、商店街の類型として超広域型商店街とされる。京都錦市場商店街の名称で2006年5月、「がんばる商店街77選」の一つに選ばれた。

## 概要
市場のおこりは平安時代、豊富な地下水を利用して京都御所へ新鮮な魚を納める店が集まり始めたもので、約1300年の歴史を持つ。京都市民からは「にしき」という愛称で呼び親しまれ、「京の台所」として地元の買い物客で賑わう。
近年は新京極商店街や寺町京極商店街とともに、観光客や修学旅行生が訪れる活気のある観光名所としても賑わう。
昭和時代に、中央卸売市場の開設や地下水の枯渇、大手スーパーマーケットの進出など、存続の危機を迎えた。卸売から小売へのシフトを図りながら、現在に至る。
スーパーマーケットや百貨店と違い、ここでは新鮮な旬の食材の品質の良さや豊富な品揃えが支持されて、市民生活と密着しているところが最大の特徴となっている。そのため価格を高めに設定する店もあるが、高品質や豊富さから「ほんまもん」（本物）を扱っていると信頼し、納得する市民は少なくない。他地域で「錦市場」を銘打つ店が増え、品質を維持するためにも京都府内の商店街で初めて「錦市場」の商標登録を取得している。一方、臨時に「にしき」と銘打った食品コーナーを設ける百貨店も登場している。
京都の目抜き通り四条通の一本北の錦小路通に位置し、赤緑黄の色鮮やかなアーケードに覆われた石畳の道の距離は、およそ東西390メートル。商店街振興組合に所属する店は約130店舗。道幅は3.2 - 5メートルだが、道に迫り出して商品や商品棚を並べる店舗が少なくなく、実際はもっと狭い。東の端は、新京極と交差し、その先に錦天満宮がある。
ここで業務用の食材を仕入れる割烹、料亭、旅館なども多い。一般向けには京都名物の鱧、ぐじ、笹かれい、浜焼き鯖、琵琶湖産の淡水魚など鮮魚を扱う店が20店舗以上と一番多い。そのほか伝統野菜とも呼ばれる京野菜、京漬物、豆腐や湯葉・麩、ウナギ（蒲焼など）、佃煮、蒲鉾、干物・乾物などから茶、菓子・パン、寿司まで京料理向け食材や日常の食品は大体ここで揃えることが可能である。
湯葉クリームコロッケや豆乳ソフトクリーム・豆乳ドーナツ、あるいはマグロのヅケ串など他地域であまり見かけないものも売られ、また試食品を出す店もある。さらに茶房を出店しておむすびを供する米屋や定食を供する八百屋、カウンターで焼きたてのカキを供する魚屋など、市場内で飲食を楽しむこともできる。
このため「京の台所」とたとえられることも多い。2018年4月には、食文化の発信拠点として「斗米庵（とべいあん）」が開設された。
外国人観光客の大幅な増加や、コロナ禍を経て、串焼きなどテイクアウト向けの品を前面に打ち出す店舗が増えたが、客同士のトラブルが頻発したことから、かつては認められていた市場内での食べ歩きは、2025年現在では禁止となっている。一部の店舗にはイートインスペースが設けられている。
年の暮れには正月用の食材を求める客であふれる。営業時間は店にもよるが、おおむね午前9時から午後5時までが目安となっている。水曜日と日曜日に休業する店が多い。

## 友好提携市場
2006年11月3日、錦市場商店街振興組合はイタリア共和国トスカーナ州フィレンツェ市公設の中央市場（Mercato Centrale。通称: サン・ロレンツォ市場）と知名度向上、観光客誘致、および相互理解を目的に友好提携を結んだ。1965年以来フィレンツェ市は京都市の姉妹都市で、四十周年を記念して始めた「錦市場でフィレンツェ・トスカーナを捜そう」（2005年1月 - ）などのイベントを通じ、錦市場がフィレンツェと食文化交流を続けてきた成果の一つである。イタリア発祥の「スローフード運動」に学ぶことも目的の一つとなっている。友好提携締結の翌2007年の4月24日から26日にかけて中央市場関係者を招いて同市場内でフィレンツェ市の食材を紹介するイベントを開き、近隣のイタリア料理店の協力をえて関連ブース四店を開設、無料のワイン試飲やトスカーナ伝統料理の試食を通しフィレンツェの食文化を紹介した。京都府とトスカーナ州の「経済・環境交流提携等に関する協定」（2006年11月締結）について山田啓二京都府知事と会談するため初来日したトスカーナ州のクラウディオ・マルティーニ（Claudio Martini）州知事も同イベント会場を友好訪問している。
 フィレンツェ市中央市場（イタリア共和国）：2006年11月3日友好提携

### 無形文化遺産を目指す
フィレンツェ市中央市場との友好提携を進めたことで、双方でユネスコの無形文化遺産を目指すことを明らかにした。イスラエル・デンマーク・スウェーデン・スペイン・ラトビアなど10ヶ国13市場に呼びかけ賛同を得ており、2024年5月に連絡協議会を発足させる。但し、ユネスコへ正式に提案するには、法的保護根拠として文化財保護法での文化財指定に加え、文化庁文化審議会の無形文化遺産部会の了承を得る必要があり、制度上の関係で日本からは2年に1回1件しか提案できず、競合候補も多いため道のりは長い。

## ギャラリー

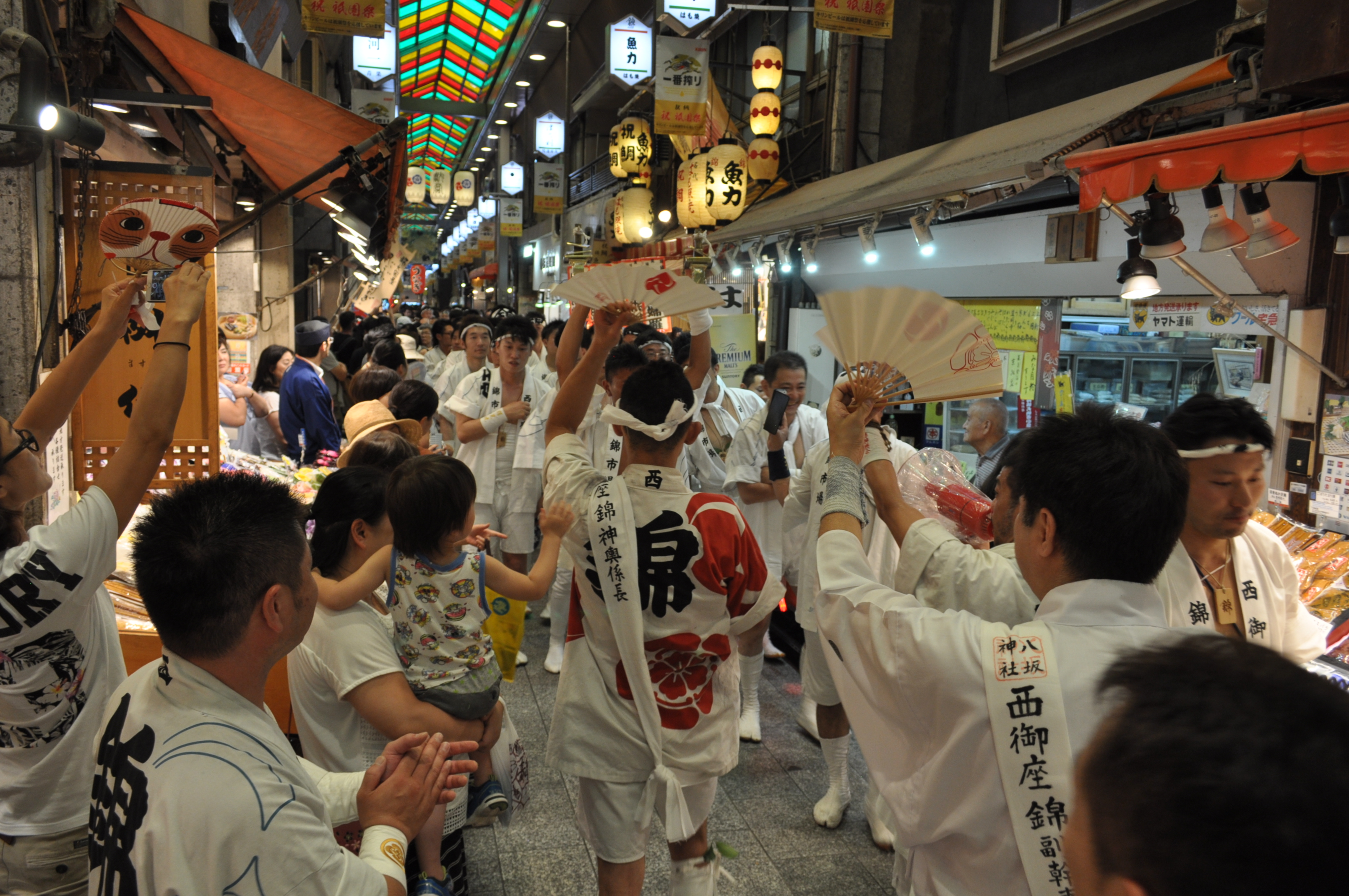
祇園祭での錦市場 （2017年7月17日）
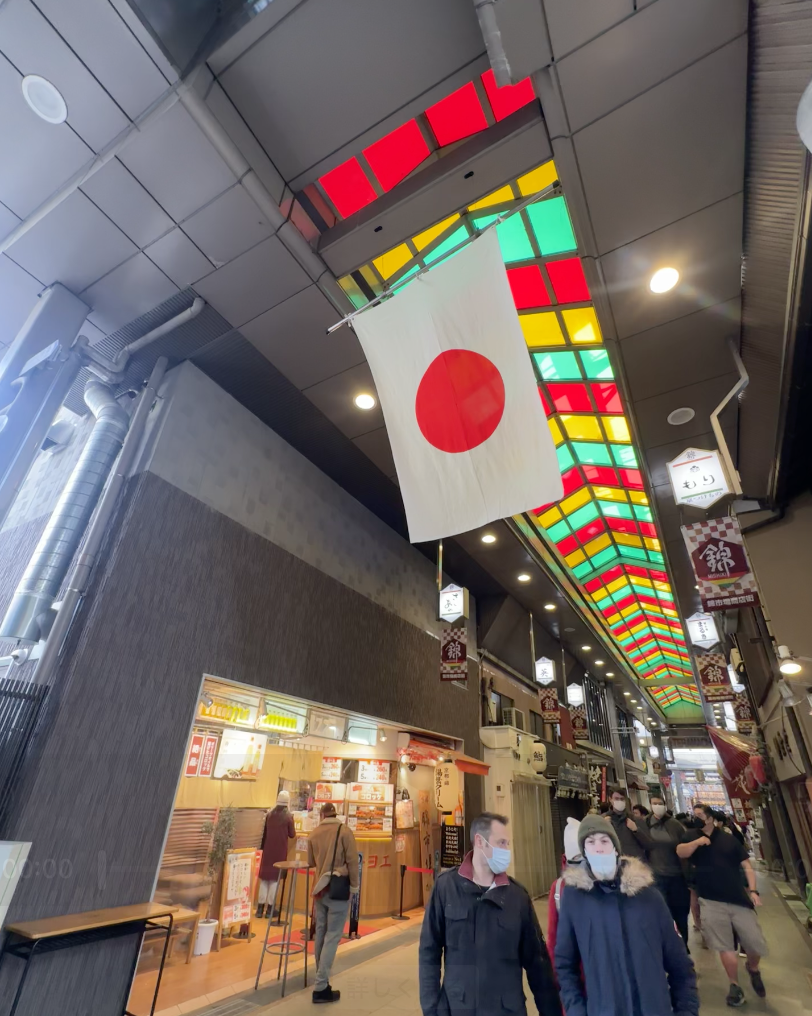
アーケードに掲示された日章旗
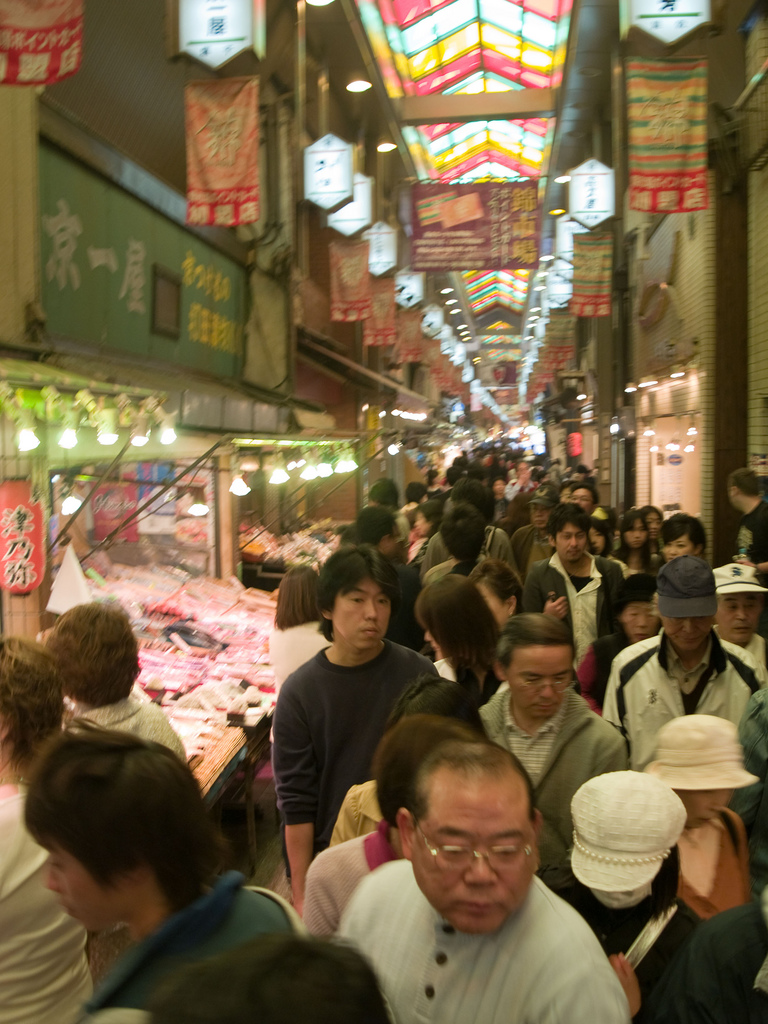
混雑
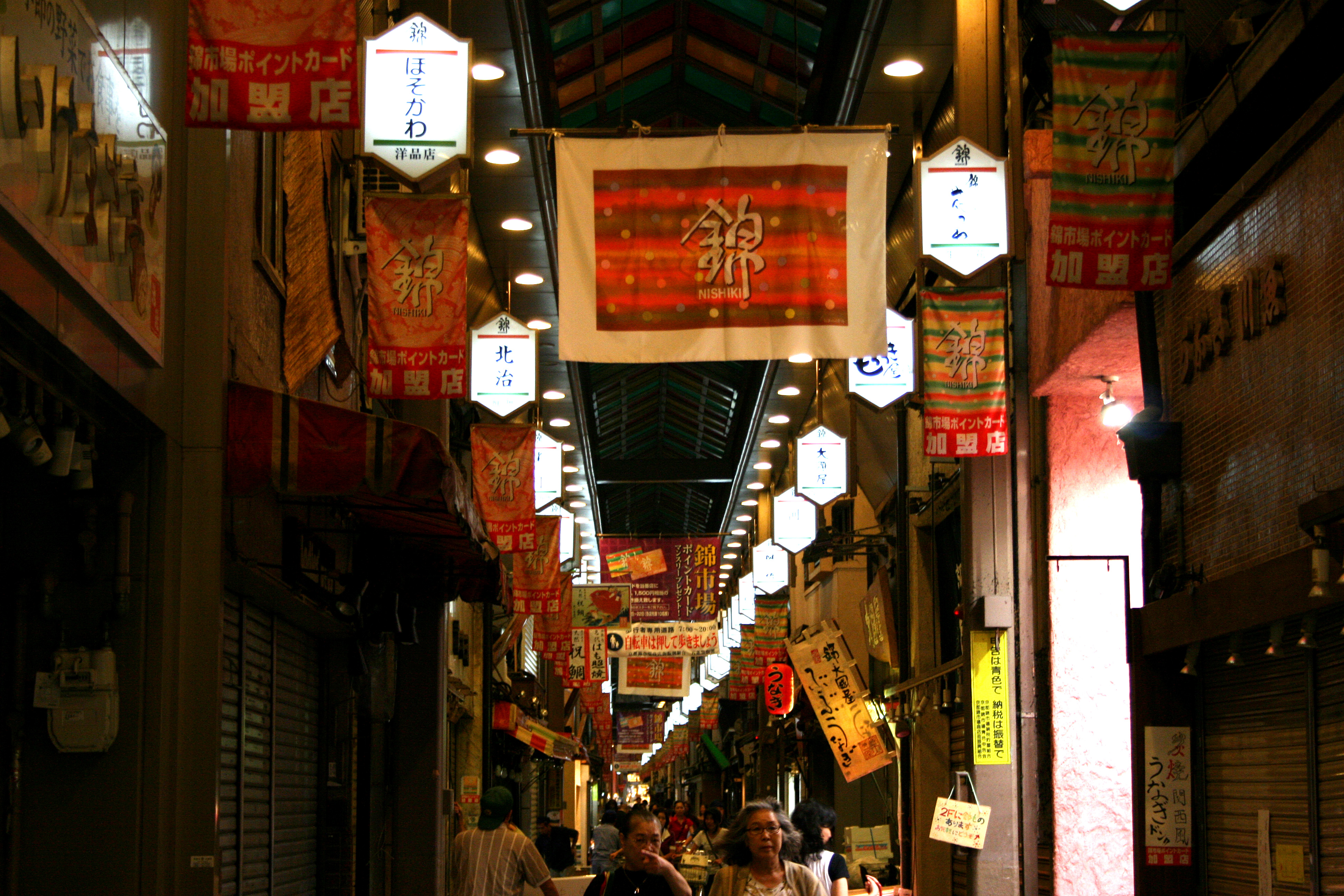
夜間の情景
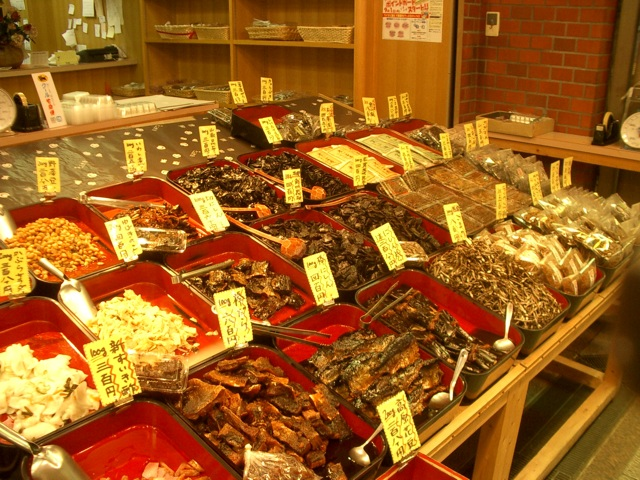
佃煮と惣菜の店
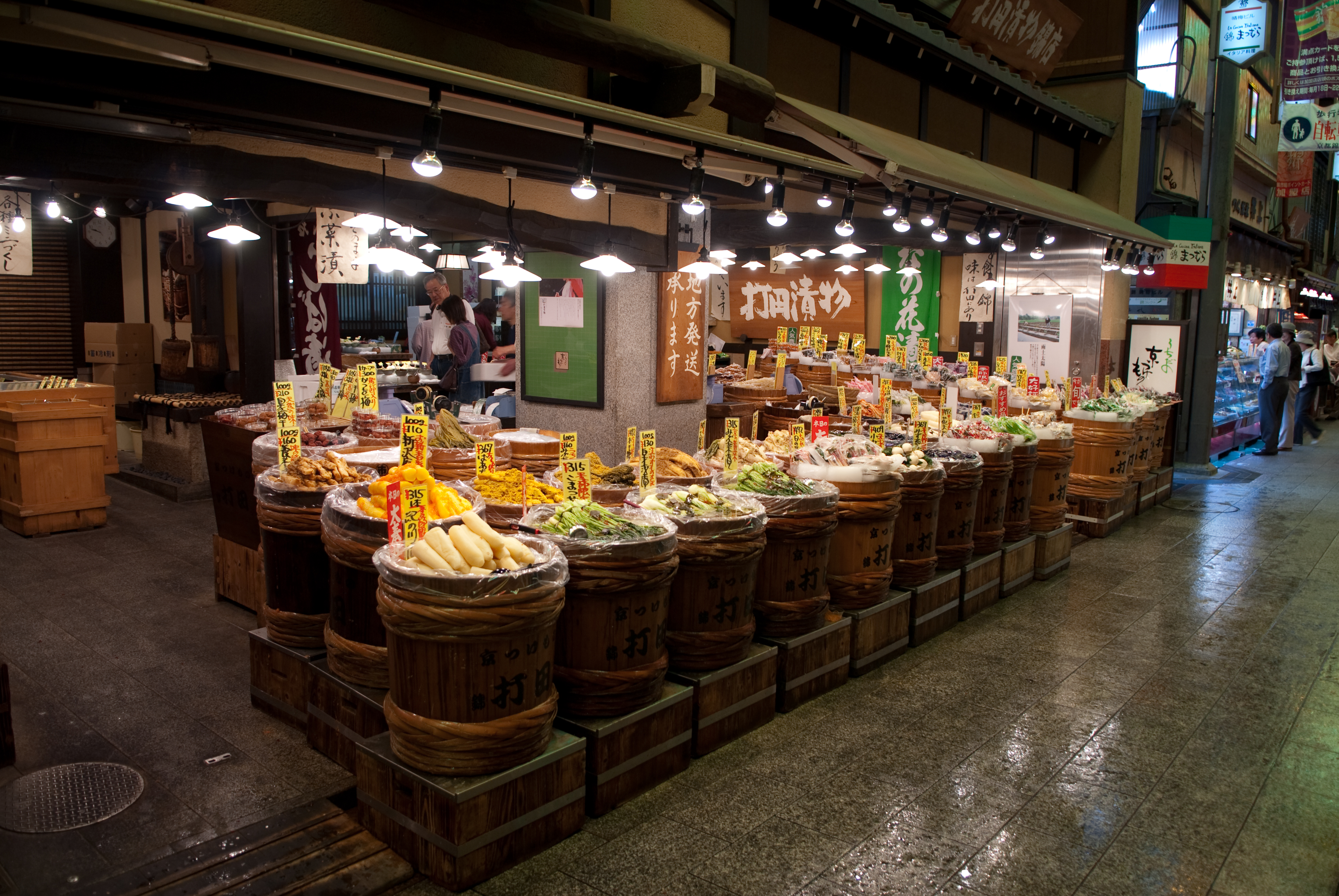
漬物店
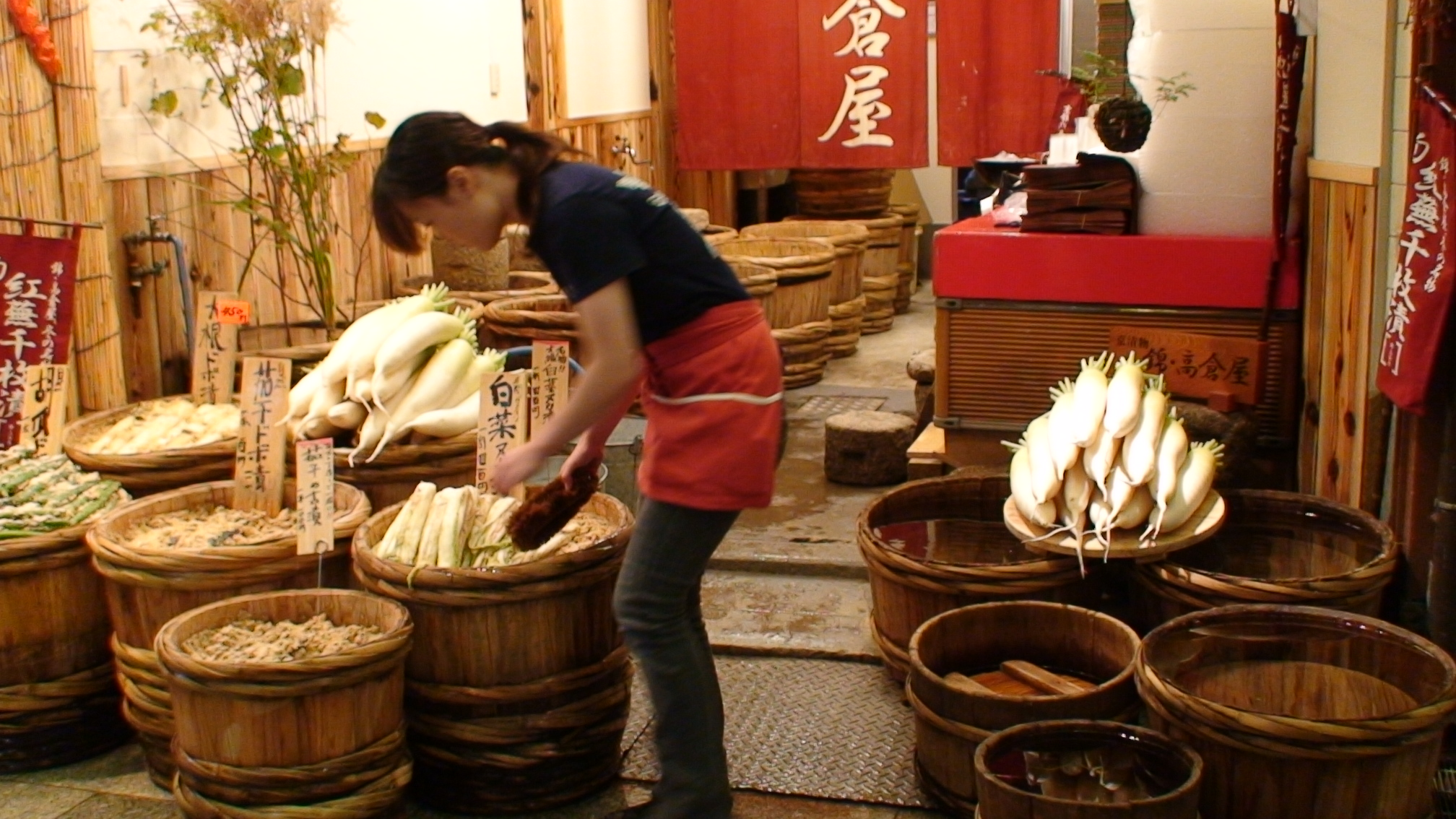
漬物店
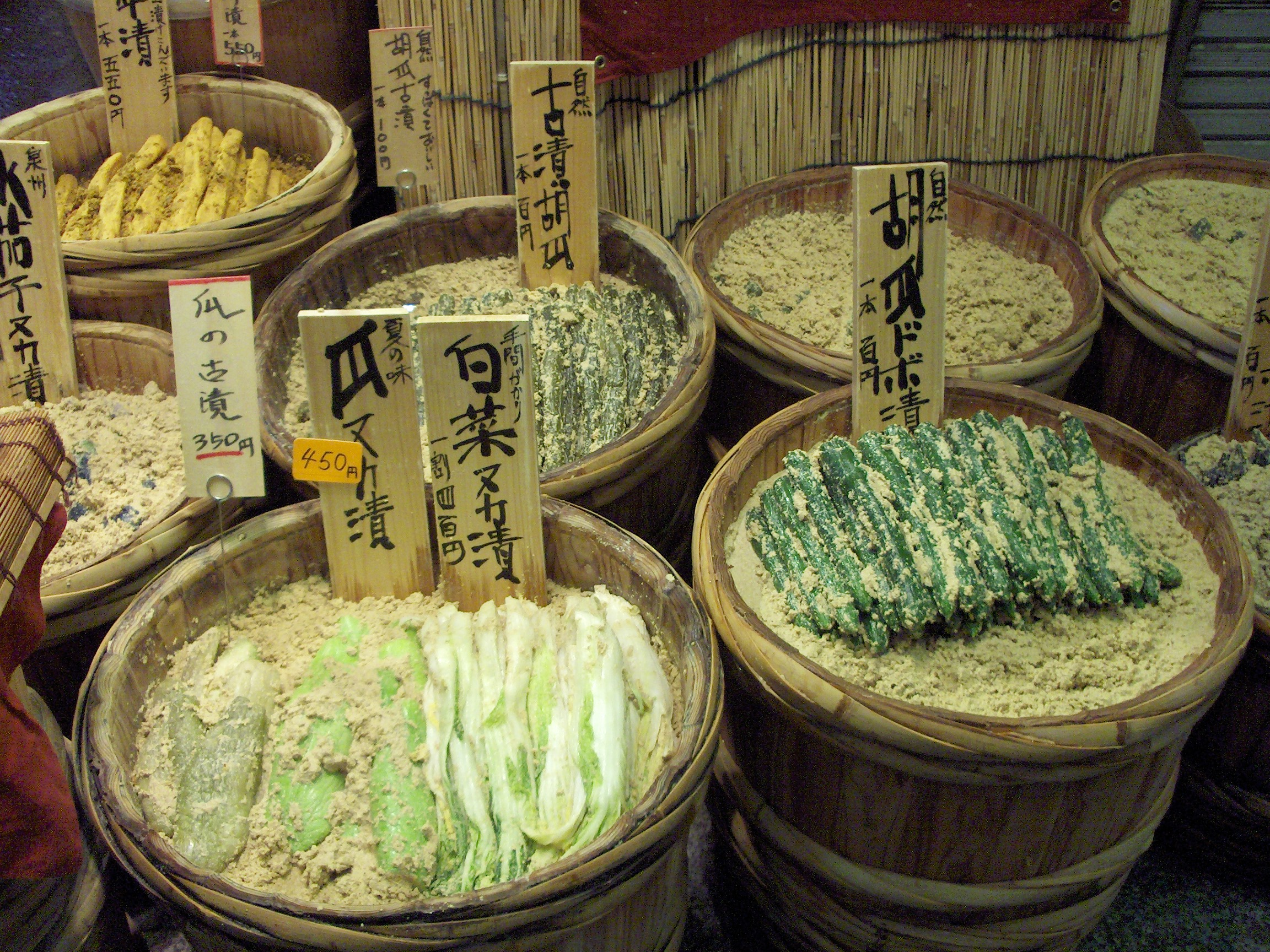
漬物店店頭の糠漬け
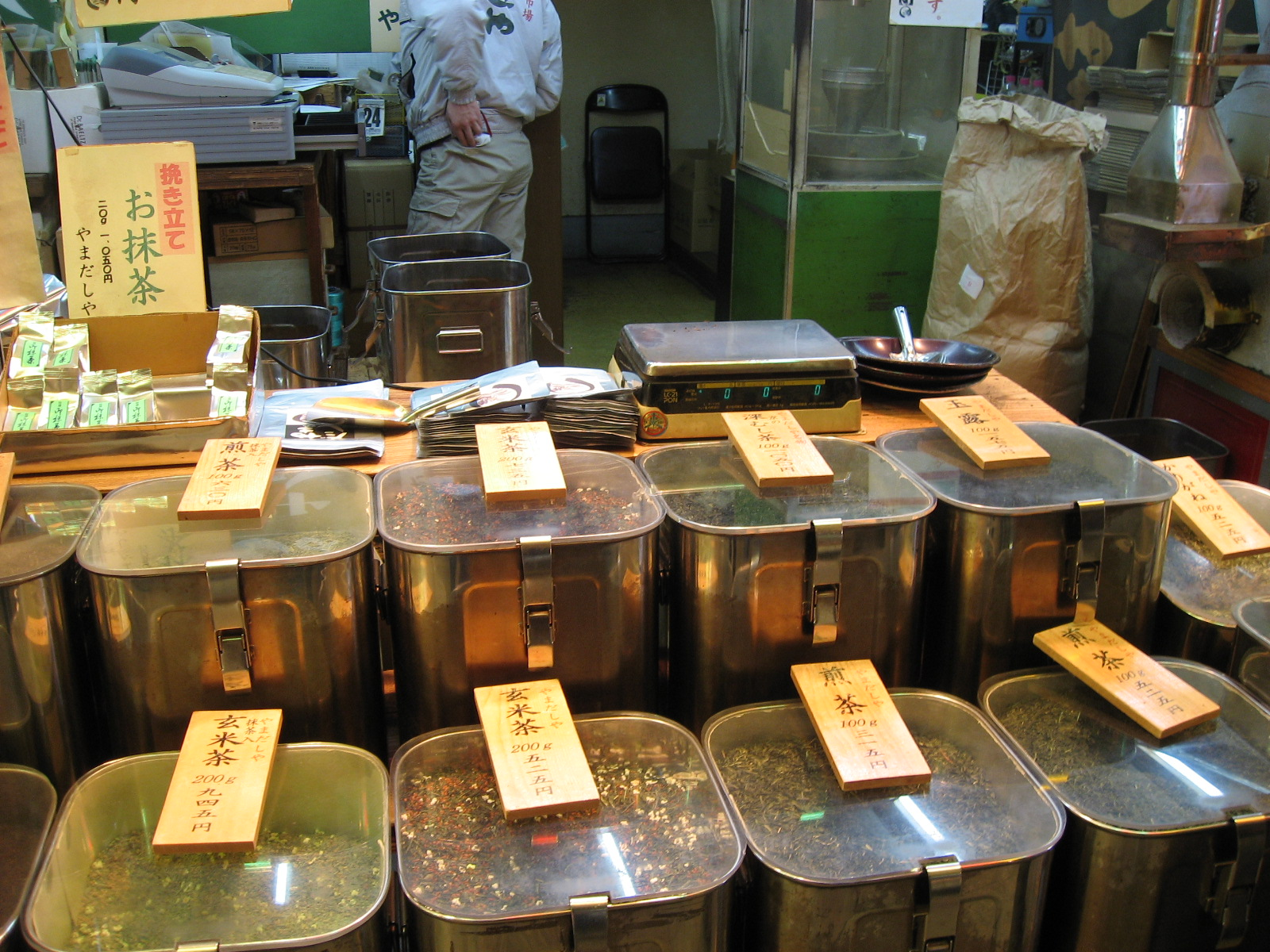
日本茶販売店
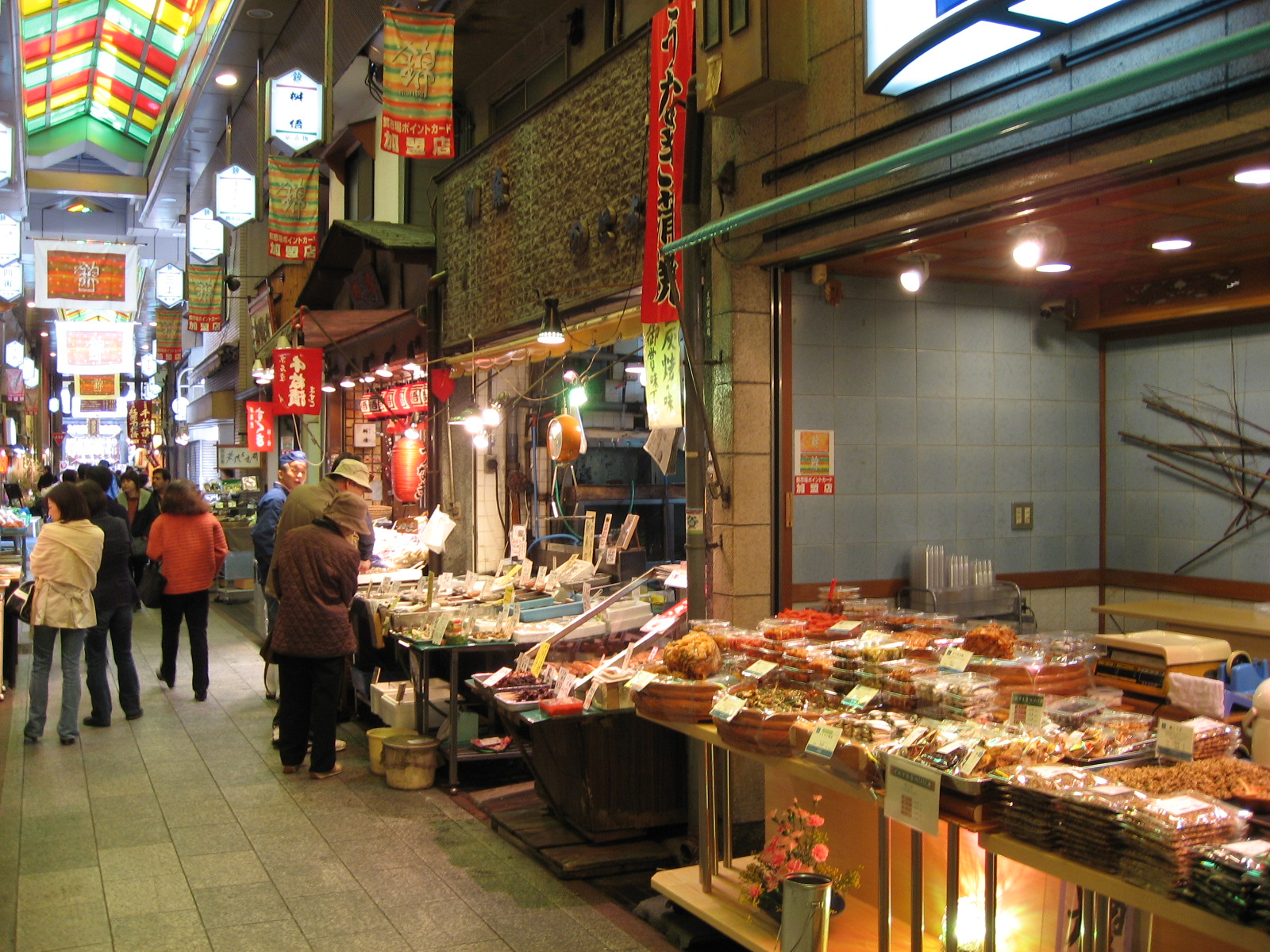
菓子店（手前）と、川魚・うなぎの店（画面中央）
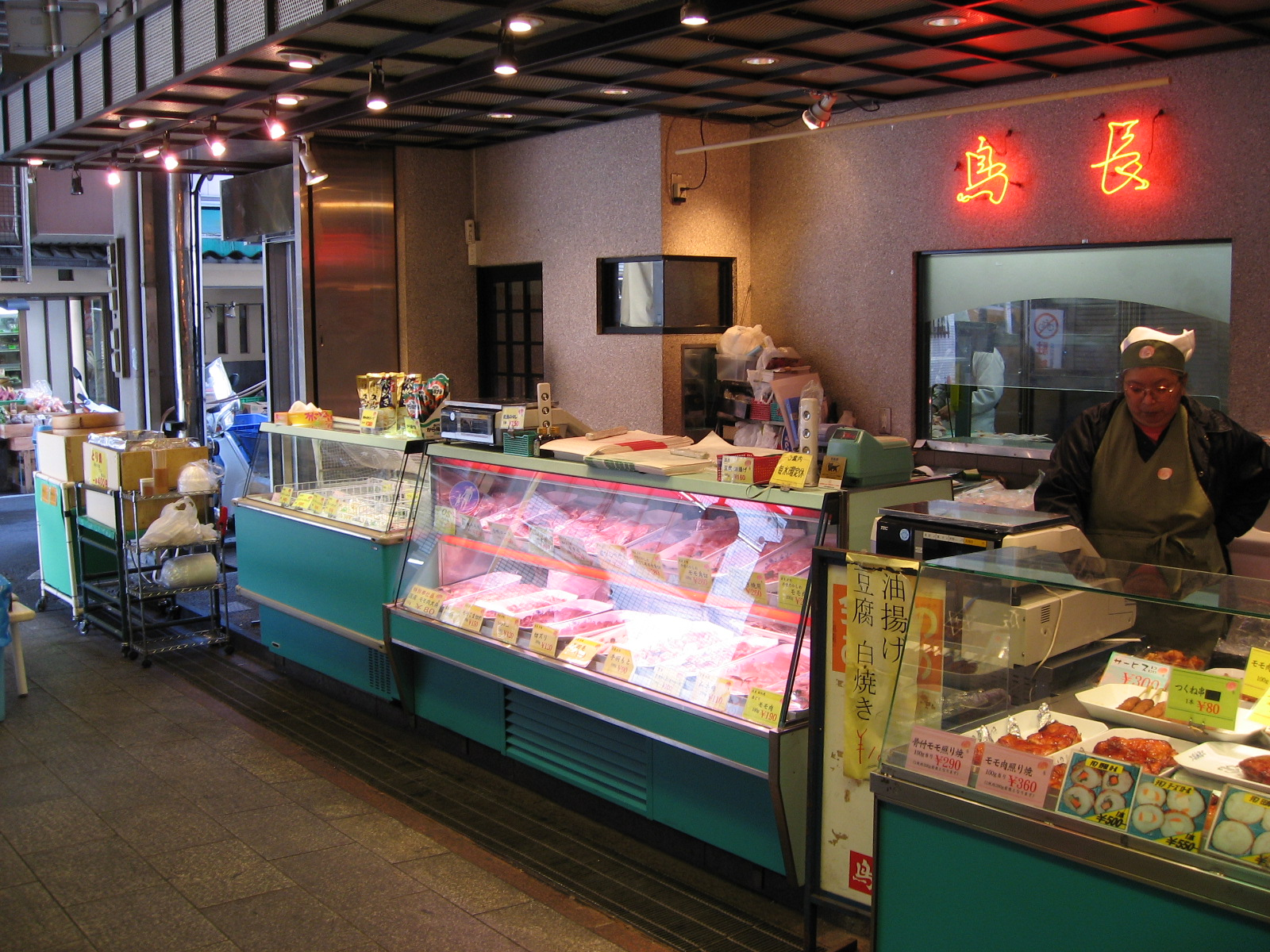
鶏肉の店
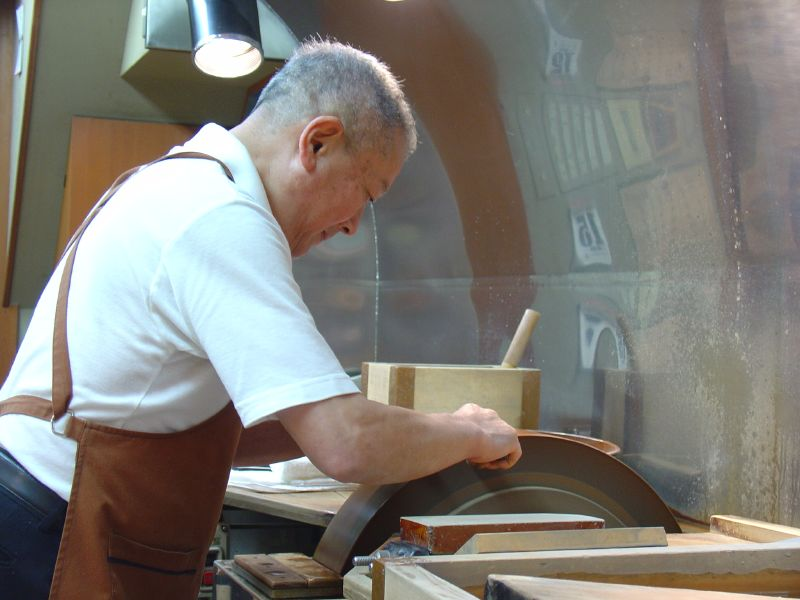
包丁鍛冶・厨房用品店
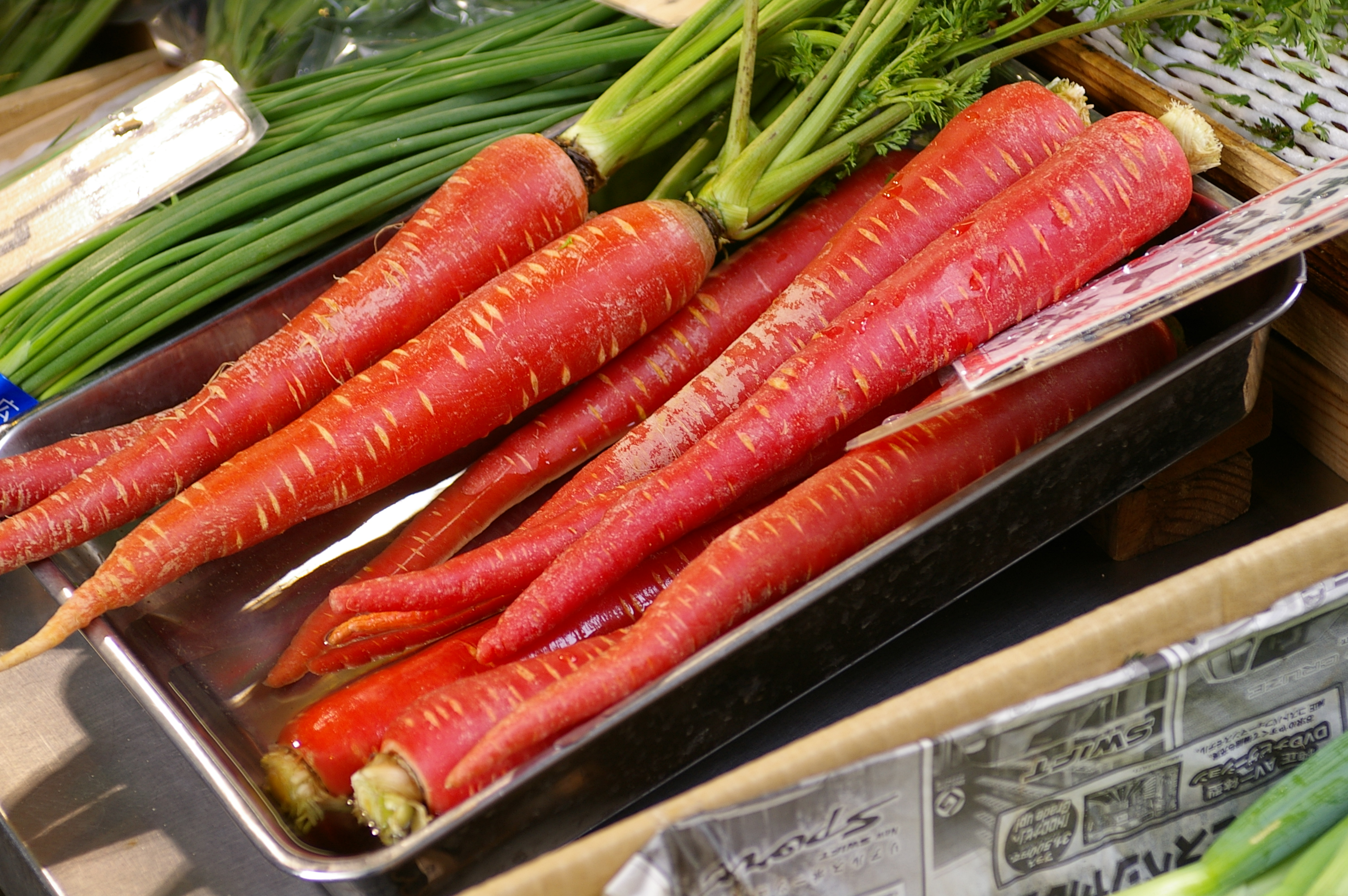
京野菜の金時にんじん
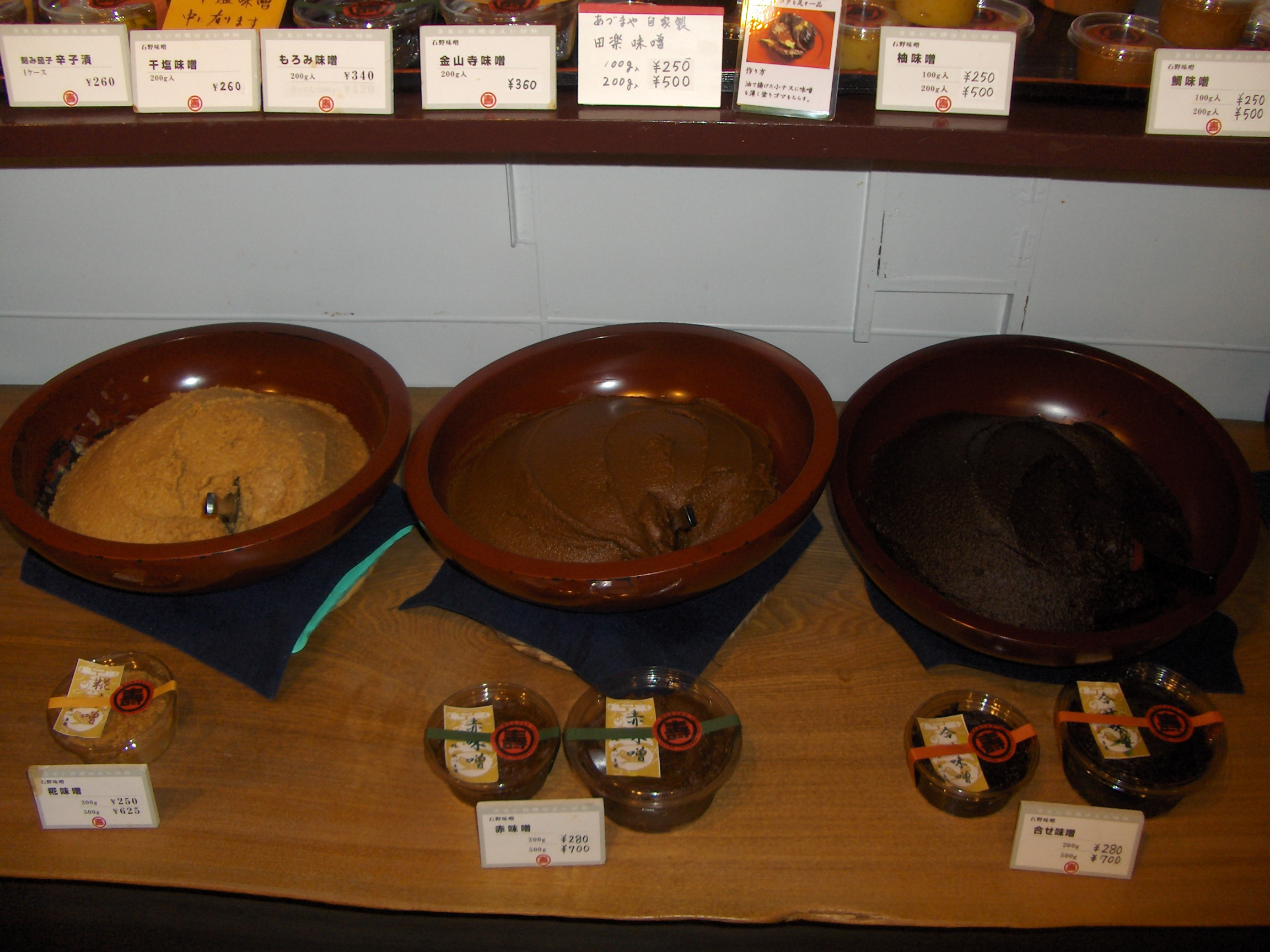
糀味噌・赤味噌・合せ味噌
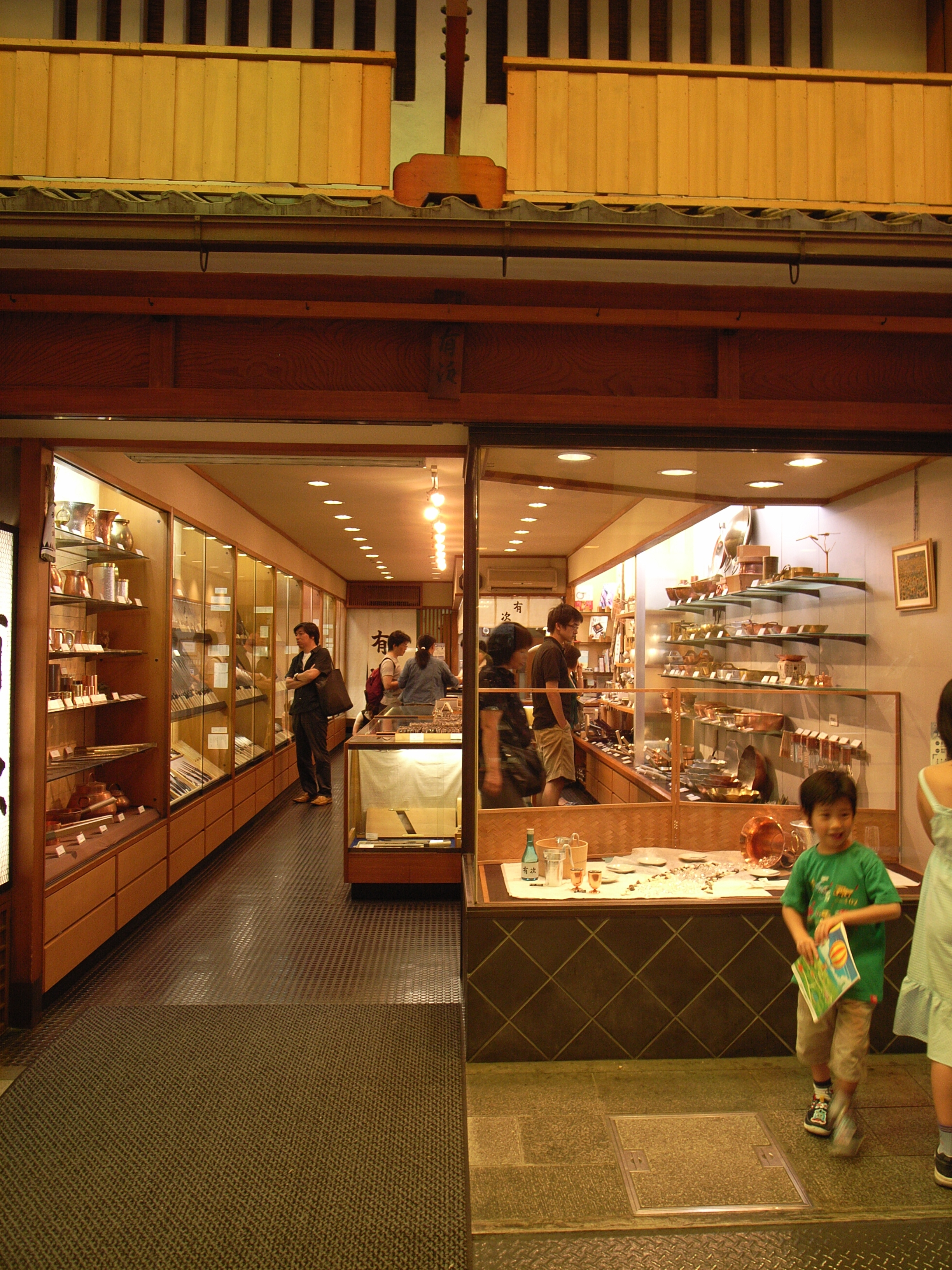
包丁鍛冶・厨房用品店
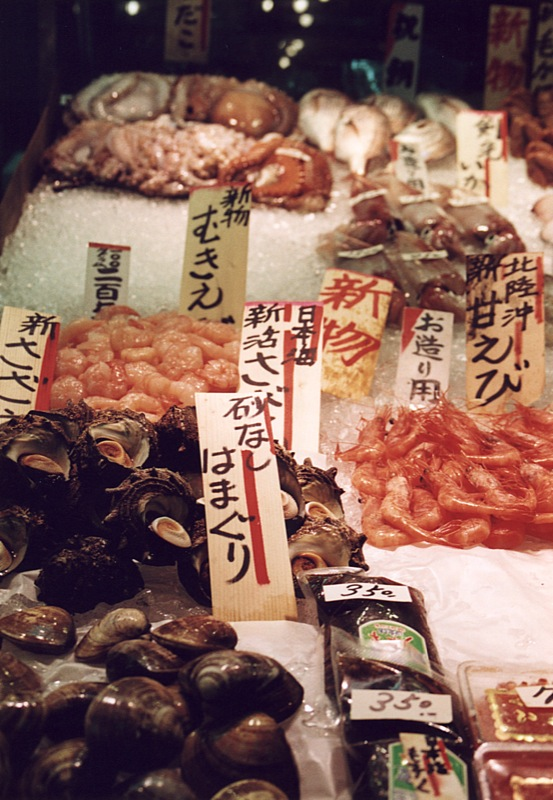
鮮魚店店頭の商品
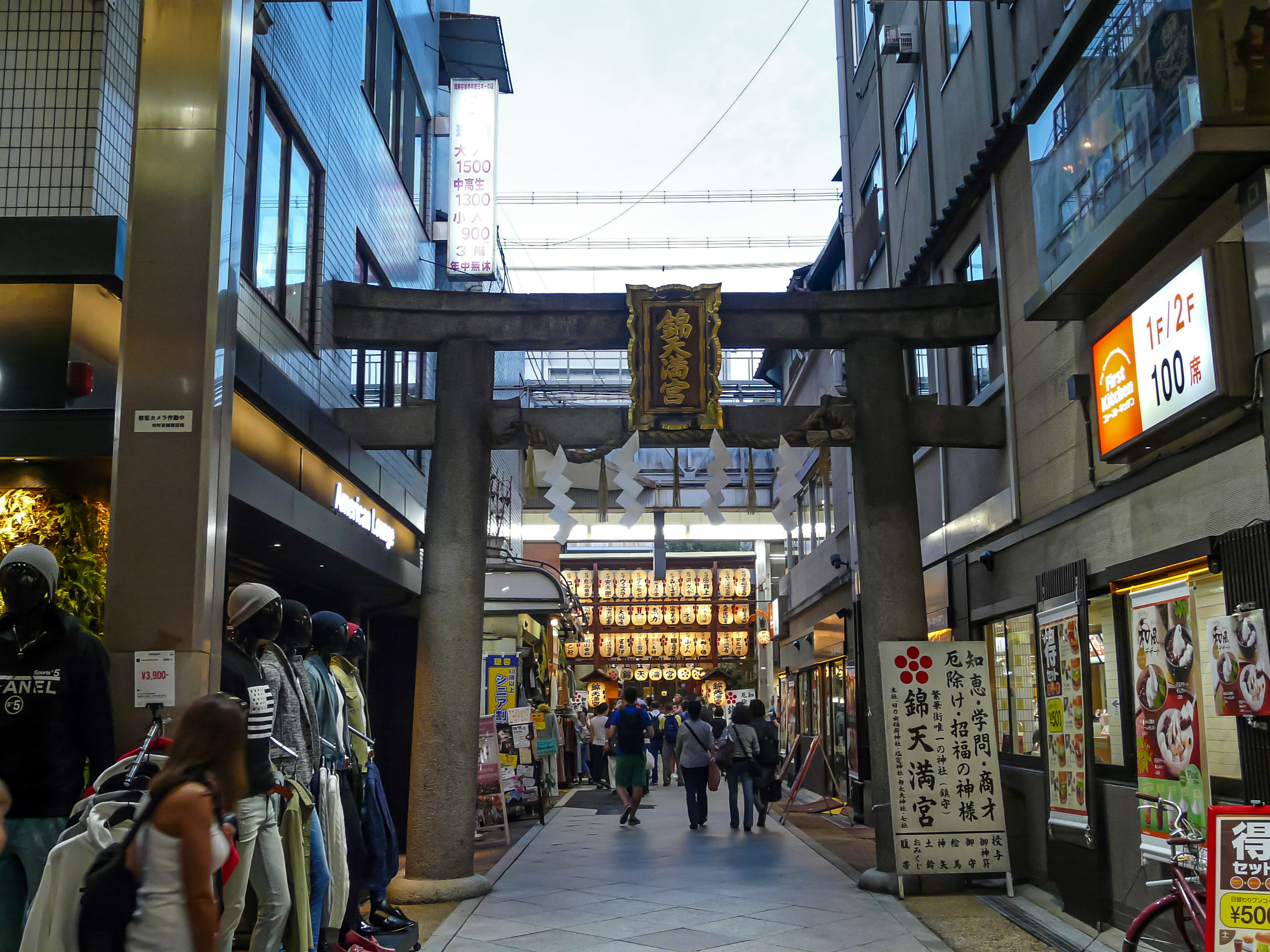
錦市場東端にある錦天満宮と、寺町通と新京極通の間にある鳥居
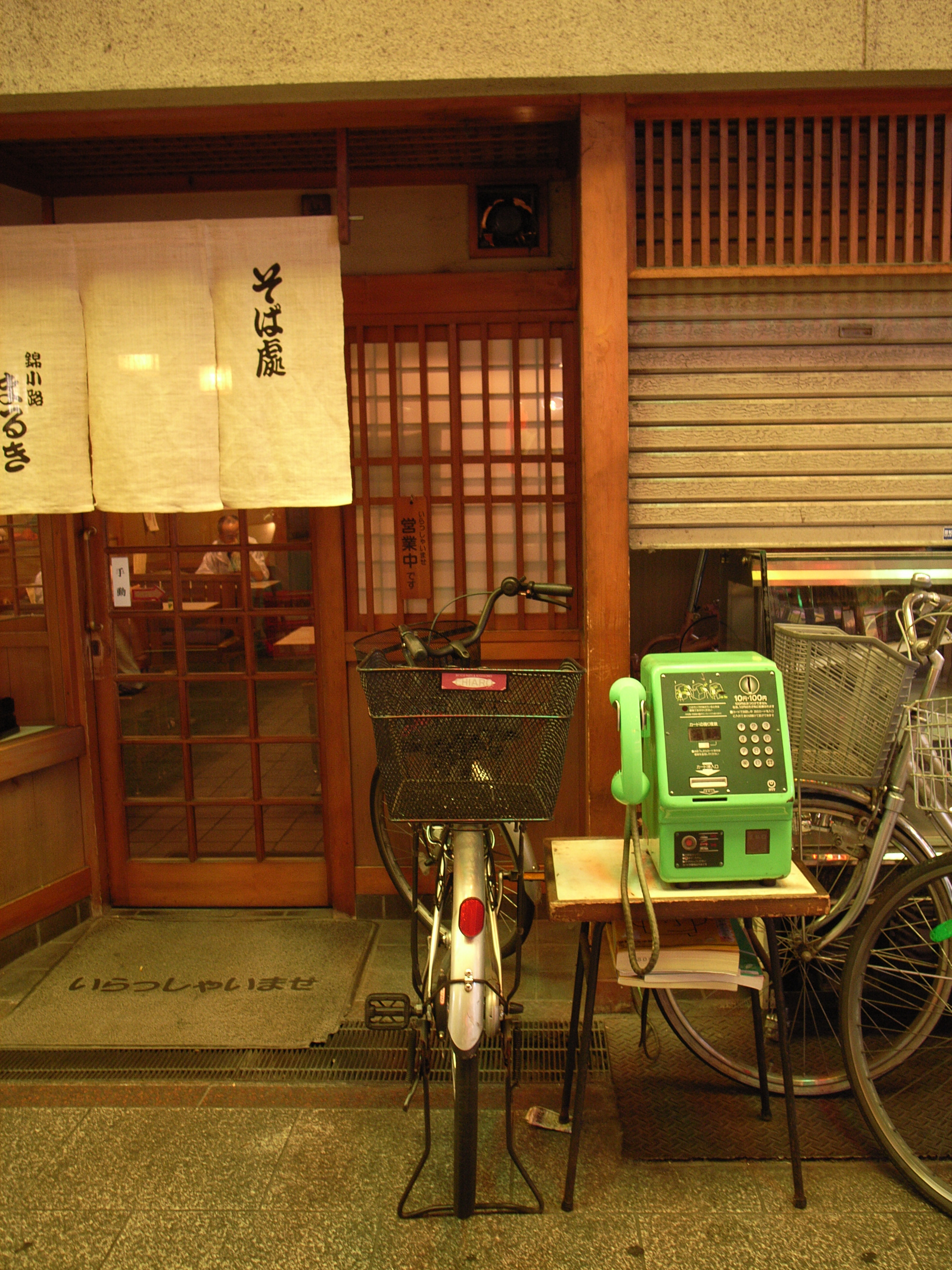
そば・丼物・定食屋
揚げ物店のコロッケ

## 文献
- 濱田千香『きょうの漬け物』リトルモア、2006年12月、ISBN 4898151981 - 錦市場の漬物屋に勤める著者による漬物と京都の歳時記。